# Tarnica (King George Island)
Die Tarnica ist ein rund 115 m hoher Hügel auf King George Island im Archipel der Südlichen Shetlandinseln. Er ragt im Gebiet des Ecology Glacier am Westufer der Admiralty Bay auf.
Polnische Wissenschaftler benannten ihn nach dem Berg Tarnica in der polnischen Bieszczady.